# Курганский машиностроительный институт
Курганский машиностроительный институт — высшее учебное заведение основанное в 1959 году для подготовки инженерно-технических кадров. Реорганизован в 1995 году и на его базе был создан Курганский государственный университет.

## Основная история
8 октября 1959 года постановлением Совета министров СССР № 2864-р был создан Курганский машиностроительный институт. Учебный корпус института был расположен в бывшем здании Курганской областной партийной школы. Первым ректором был назначен К. И. Радько.
4 мая 1960 года приказом по Министерству высшего и среднего специального образования РСФСР была утверждена структура института, в составе: вечернего и заочного факультетов, факультета дневного обучения и одиннадцати общеинститутских кафедр: теоретической механики и сопротивления материалов, технологии металлов, деталей машин, начертательной геометрии и графики, общей химии, высшей математики, физики, иностранных языков, физического воспитания и спорта и марксизма-ленинизма. В структуру института входил сорок один преподаватель, из них одиннадцать человек имели учёную степень и учёное звание. Уже в 1960—1961 учебном годах на первом курсе заочного факультета обучалось сто четырнадцать студентов, дневного факультета —  сто пятьдесят студентов. Всего к занятиям в институте были привлечены: вечерний факультет — 227 студентов, заочный факультет — 319 студентов и дневной факультет — 300 студентов.
В 1962 году в институте помимо имеющихся были созданы ещё пять кафедр: автомобилей и тракторов, металлорежущих станков и инструментов, оборудования и технологии сварочного производства, технологии машиностроения и энергетики. В 1963 году была созданы кафедры: политэкономии и истории КПСС, так же была создана аспирантура по восьми специальностям. В этом же году состоялся первый выпуск инженеров-механиков. К 1965 году в структуре института имелось четыре факультета: вечерний, заочный, автотракторный и механико-технологический,  шестнадцать общеинститутских кафедр, в состав педагогических работников входило сто девятнадцать четыре преподавателей, из которых двадцать восемь человек имели учёную степень и учёное звание. В 1965 году институт выпустил четыреста двенадцать инженеров-строителей, инженеров-механиков и инженеров-энергетиков. В 1966 году число учащихся института выросло до 2575 человек. В 1968 году в структуре института создан пятый факультет: инженерно-экономический и семнадцатая кафедра: гусеничные колёса и машины. В 1973 году приказом по Министерству высшего и среднего специального образования РСФСР, Курганскому машиностроительному институту была присвоена первая категория вузов.
В 1966 году состав преподавателей составлял 168 человек, из них был один профессор и 21 кандидат наук, но уже в 1989 году преподавательский состав составлял — 323 человека, из них десять имели звание профессора, а 188 человек учёную степень кандидата и доктора наук. К концу своего существования в 1995 году институт имел 300 педагогов, из них 20 человек имели учёное звание профессор и 166 человек учёные степени докторов и кандидатов наук. С 1992 по 1995 год в структуре института имелись: машиностроительный факультет, естественно-научный факультет, факультет автоматизации и управления, факультет менеджмента и бизнеса.  За годы своего существования институтом было подготовлено более десяти тысяч инженерно-технических специалистов.
30 сентября 1995 года Указом Президента Российской Федерации № 990 на базе Курганского машиностроительного института и Курганского педагогического института был создан Курганский государственный университет

## Руководство
- Радько, Константин Иванович (1960—1965)
- Сычёв, Алексей Яковлевич (1965—1970)
- Мосталыгин, Григорий Петрович (1970—1986)
- Глазырин, Аркадий Васильевич (1986—1990)
- Терехов, Александр Сергеевич (1990—1995)

## Известные преподаватели и выпускники
- Авдеев, Герасим Иванович — конструктор, лауреат Государственной премии СССР
- Афонаскин, Александр Васильевич — доктор технических наук, профессор, заслуженный изобретатель Российской Федерации
- Благонравов, Александр Александрович — конструктор, доктор технических наук, профессор, генерал-майор инженерно-технической службы
- Богомолов, Олег Алексеевич — губернатор Курганской области
- Бубнов, Валерий Андрианович — доктор технических наук, профессор, заслуженный машиностроитель Российской Федерации
- Бухтояров, Александр Иванович — первый заместитель губернатора Курганской области
- Гальцев, Юрий Николаевич — заслуженный артист Российской Федерации
- Герасимов, Валентин Павлович — глава администрации Курганской области
- Гуревич, Юрий Григорьевич — доктор технических наук, профессор, заслуженный деятель науки и техники РСФСР
- Елисеев, Евгений Александрович —  доктор экономических наук, профессор, член Совета Федерации
- Ерихов, Макс Львович — доктор технических наук, профессор
- Жукоцкий, Владимир Дмитриевич — доктор философских наук, профессор
- Зворыгин, Игорь Вячеславович — руководитель Администрации города Кургана
- Квашнин, Анатолий Васильевич — генерал армии, Начальник Генерального штаба Вооружённых сил Российской Федерации — первый заместитель Министра обороны Российской Федерации (1997—2004)
- Кожевников, Павел Михайлович — глава города Кургана
- Панафидин, Игорь Алексеевич — председатель Курганского областного  комитета народного контроля и председатель комиссии партийного контроля при Курганском областном комитете КПСС
- Потапов, Андрей Юрьевич — глава города Кургана
- Светличный, Вячеслав Леонидович — генеральный консул Российской Федерации в Симферополе
- Семёнов, Вячеслав Михайлович — доктор экономических наук, профессор
- Третьяков, Валерий Михайлович — генерал-майор, начальник Управления ФСБ по Челябинской области
- Якубов, Семён Семёнович — инженер-конструктор, лауреат Государственной премии, заслуженный мастер спорта России и заслуженный тренер России
- Якушев, Александр Георгиевич — глава города Кургана